# Ash Avenue Bridge

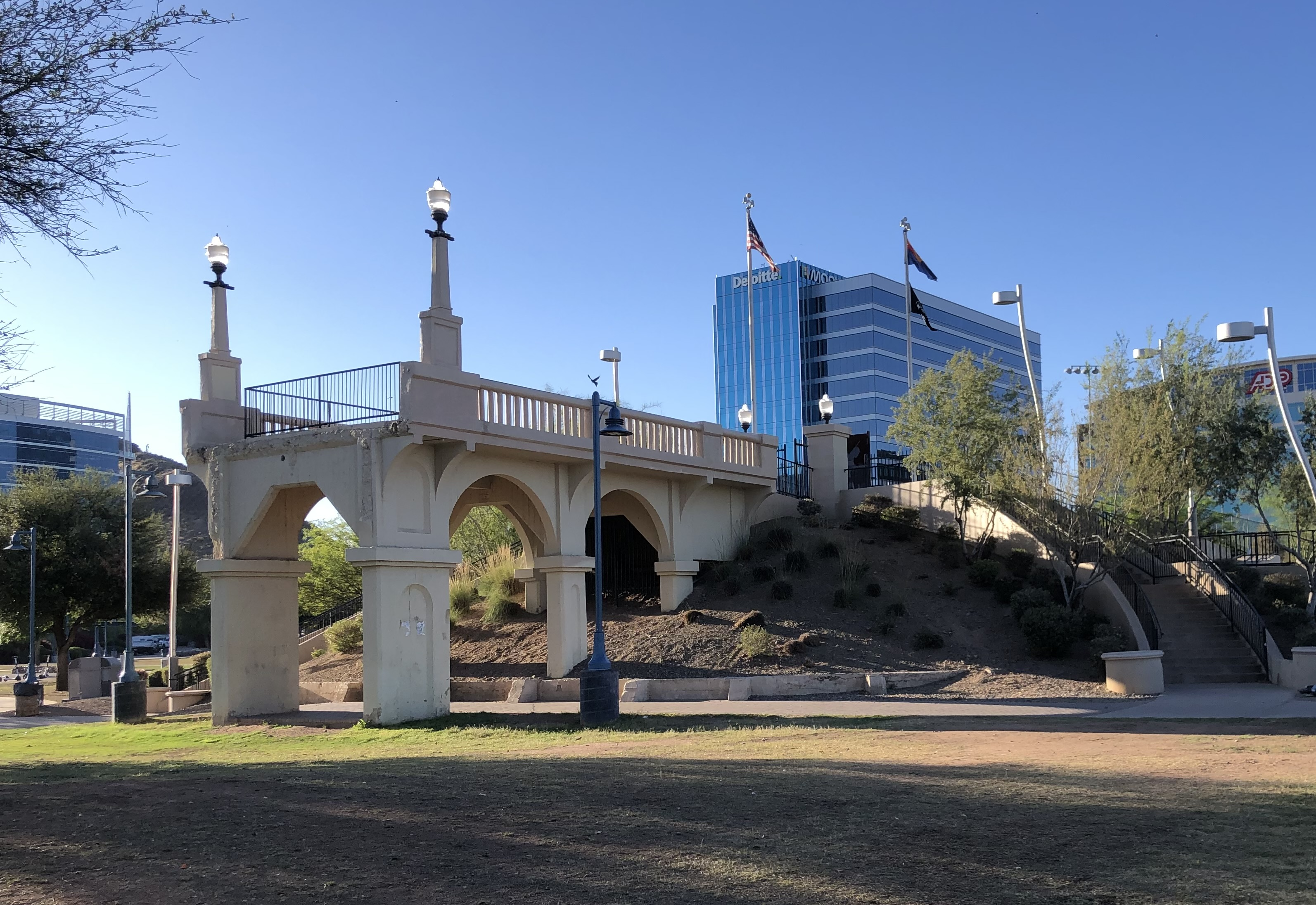
Rest der Ash Avenue Bridge, 2023

Die Ash Avenue Bridge, auch Tempe State Bridge, ist eine ehemalige Brücke in der Stadt Tempe in Arizona. Von der Brücke ist nur ein kleines denkmalgeschütztes Teilstück des südlichen Brückenlagers erhalten.

## Lage
Die Brücke befindet sich nördlich der Innenstadt von Tempe, im Tempe Beach Park am Südufer des hier zum Tempe Town Lake aufgestauten Salt River.

## Geschichte

Blick von der Nordseite, 1990

Die Brücke wurde ab dem Jahr 1911 aus Stahlbeton errichtet. Zu den Arbeitskräften gehörten Gefangene des Arizona Territorial Prison in Florence. Bei ihrer Fertigstellung war die Brücke die erste große Brücke einer Fernverkehrsstraße über den Salt River und die erste zuverlässige Verbindung zwischen Phoenix, Tempe und Mesa. Die Brücke bestand aus elf Bögen, wobei zehn Bögen eine Spannweite von jeweils 38,10 Metern hatten. Bereits bei ihrer Eröffnung war die Brücke jedoch faktisch veraltet. Sie war so schmal, dass sie nur Platz für eine Fahrspur bot. Bei einer Überschwemmung im Jahr 1916 wurde einer der Bögen schwer beschädigt. 1916, 1920 und 1925 erfolgten Reparaturen. Durch die Zunahme des Verkehrs und die auch größer werdenden Fahrzeuge, wurde in den 1920er Jahren das Erfordernis eines Neubaus deutlich. Mit der Fertigstellung der benachbarten Mill Avenue Bridge 1931, wurde die Nutzung der Ash Avenue Bridge für den Autoverkehr eingestellt. Sie diente nur noch als Fußgängerbrücke.
1991 wurde die Brücke, bis auf das erhaltene Teilstück am südlichen Ende, abgerissen. Die Reparatur der entstandenen strukturellen Schäden der Brücke wurde als unwirtschaftlich eingeschätzt.

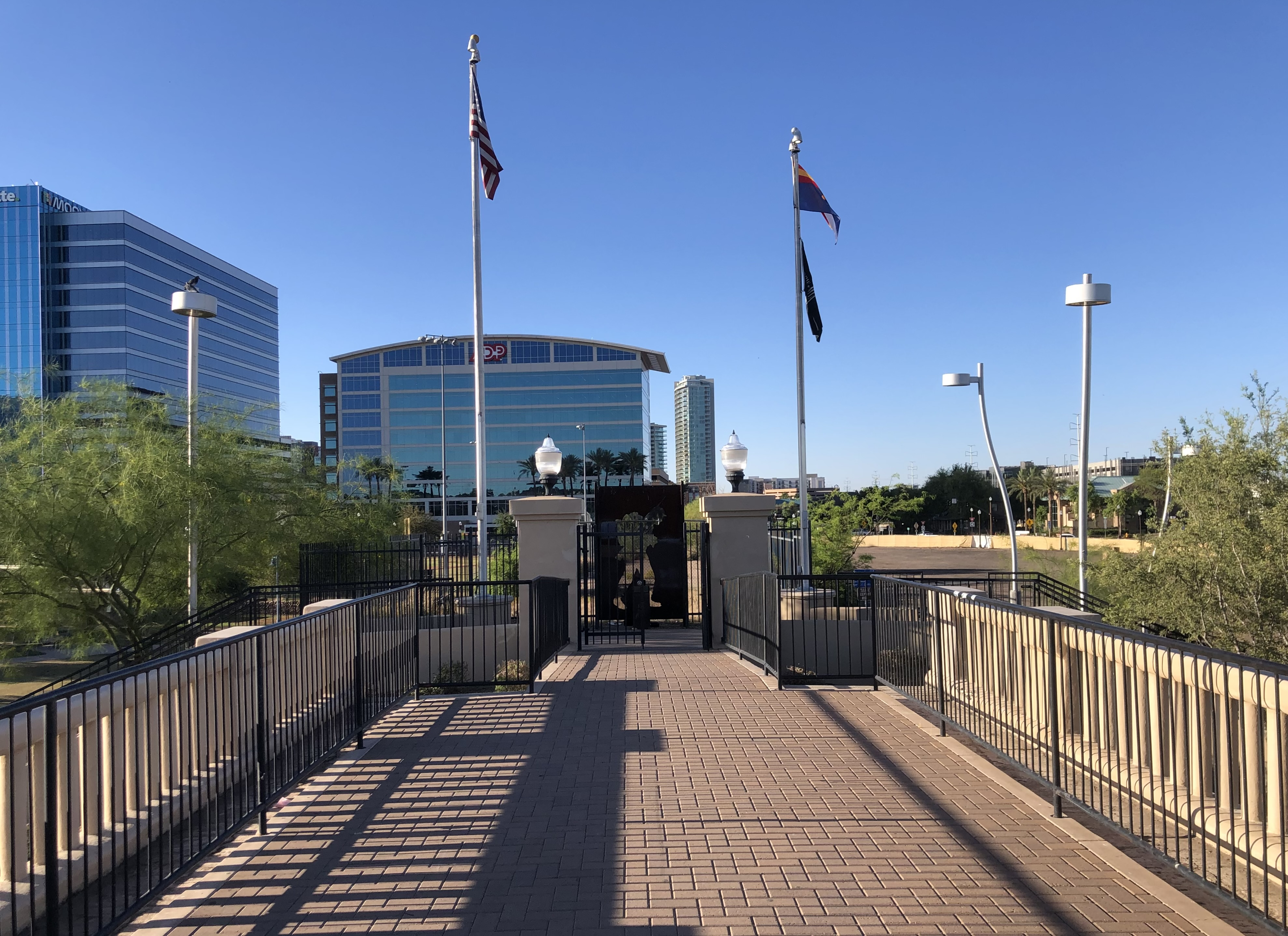
Blick vom Brückenfragment nach Süden zum Kriegerdenkmal, 2023

Später wurde an dem Brückenfragment ein Blue-Star-Memorial-Kriegerdenkmal errichtet. Eine Inschrift erinnert dort an Adolph Weeks, Infanterie-Korporal des US-Army im Zweiten Weltkrieg. Außerdem wurde ein barrierefreier Zugangsweg zur Brücke geschaffen und das erhaltene Teilstück saniert.

## Ash Avenue Bridge im Film
Für den Film Speedtrap aus dem Jahr 1977 wurden Szenen eines von einer Brücke stürzenden Fahrzeuges an der Ash Avenue Bridge gedreht.